# Gustav Kreindl
Gustav Franz Kreindl (* 21. Juli 1903 in Linz; † 27. Mai 1947 in Landsberg) war ein österreichischer SS-Unterscharführer und  SS-Sanitätsdienstgrad (SDG) im KZ Ebensee.

## Leben
Gustav Kreindl wurde am 21. Juli 1903 als lediges Kind der Kleidermacherin und Magd Barbara Kreindl (* 25. August 1867 in Schöneben bei Liebenau) in Linz geboren und am selben Tag auf den Namen Gustav Franz getauft. Er erlernte nach der Pflichtschule den Beruf des Friseurs und eröffnete im Jahr 1931 einen Spezial-Damenfrisiersalon. Am 24. Mai 1938 beantragte er die Aufnahme in die NSDAP und wurde rückwirkend zum 1. Mai desselben Jahres aufgenommen (Mitgliedsnummer 6.373.419). In Linz war er als Block- und Zellenleiter der Gruppe Volksgarten-Linz tätig. Am 15. Oktober 1940 wurde er zur Waffen-SS nach Oranienburg einberufen. Da er jedoch aufgrund einer chronischen Lungenerkrankung nicht fronttauglich war, erhielt er zunächst eine medizinische Grundausbildung und arbeitete für einige Zeit als Friseur in Oranienburg. Am 1. April 1944 wurde er auf Befehl von Enno Lolling, dem Chef des Amtes D für Sanitätswesen und Lagerhygiene in das KZ Mauthausen überstellt, wo er zunächst im Truppenrevier Dienst versah und später in das Außenlager Ebensee wechselte. Dort war Kreindl als Sanitätsdienstgrad (SDG) sowohl für die Truppe als auch für die Häftlinge zuständig.
Am 18. Mai 1945 geriet er in Bad Ischl in US-Haft und in weiterer Folge gaben mehrere ehemalige KZ-Häftlinge aus dem Lager Ebensee ihre Erinnerungen zu Protokoll, die Kreindl schwer belasteten. Er habe überdies den Funktionshäftlingen des Häftlingsreviers befohlen, kranke Häftlinge mit Injektionen zu töten. Kreindl selbst gestand bei einer Einvernahme zwar ein, dass die Zustände im Häftlingsrevier von Ebensee sehr schlecht gewesen seien, machte dafür aber die vorgesetzten Dienststellen in Mauthausen sowie den zuständigen Lagerarzt Willy Jobst verantwortlich. Die beim Mauthausen-Hauptprozess gegen Kreindl geäußerten Vorwürfe reichten von der Misshandlung kranker Häftlinge im Reviersbereich über die Erschießung eines Häftlings im Januar oder Februar 1945 bis hin zur Teilnahme an Selektionen und der Verabreichung tödlicher Injektionen. Am 13. Mai 1946 wurde er zum Tode durch den Strang verurteilt. Das Urteil wurde am 27. Mai 1947 im Kriegsverbrechergefängnis Landsberg vollstreckt.